# Rupen I
Rupen I (Ռուբեն Ա) (1025 - 1095) fou el fundador del Regne Armeni de Cilícia o Regne d'Armènia Menor o Regne armeni de Cilícia, suposat descendent dels bagràtides i emparentat amb Gaguik II d'Armènia. Vers el 1080 era un cap armeni de Gobidar i Goromoso, que es va instal·lar a les muntanyes de Cilícia, a Partzerpert, al nord-oest de Sis. Fou el fundador de la dinastia rubènida.
Els seljúcides no s'ocupaven de les fortaleses de muntanya i en arribar la Primera Croada van esdevenir massa ocupats; els romans d'Orient van recuperar llavors les terres de la plana però no tenien prou força per expulsar els armenis de les seves fortaleses. Durant alguns anys va lluitar amb els romans d'Orient. Va morir el 1095 i fou enterrat al monestir de Castalon. El va succeir el seu fill Constantí I d'Armènia Menor (Gosdantin I).
| Precedit per: fou el primer príncep | Regne Armeni de Cilícia | Succeït per: Constantí I d'Armènia Menor (Gosdantin I) |